# Disonycha fumata
Disonycha fumata es una especie de escarabajo del género Disonycha, familia Chrysomelidae. Fue descrita científicamente por J. L. LeConte en 1858.
Habita en México y América Central y del Norte (California, Texas, Oklahoma, Utah, Alabama y Florida).